# Atos (mitologia)

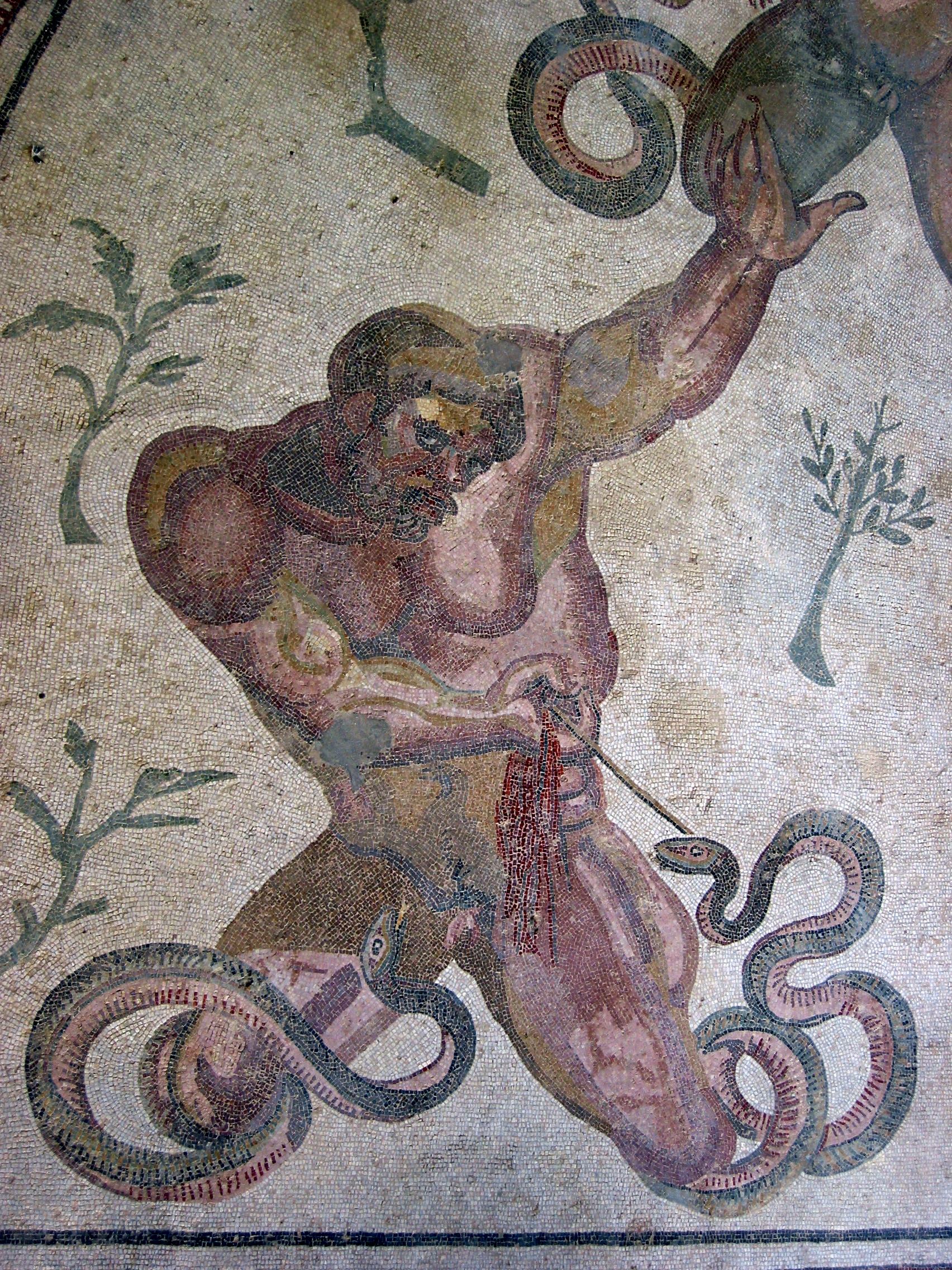
Gigante combatendo os Deuses, mosaico na Villa Romana del Casale

Atos (Άθως), na mitologia grega, era um dos Gigantes. Era um dos filhos, chamados Óreas (montanhas), de Gaia, a Terra, e não tem um pai . Os Óreas eram deuses primordiais, ou espíritos de suas montanhas. Com o passar do tempo, perderam a imagem de deuses primordiais, e ganharam uma de velhos sábios sentados em sua destemida montanha.
Na guerra entre os Gigantes (gigantomaquia) e os deuses do Olimpo, Atos atirou uma montanha contra Zeus (ou Poseidon), que caiu no mar, formando o Monte Atos.